# 塞爾希·葉克利奇克
塞爾希·亞歷山德羅維奇·葉克利奇克（烏克蘭語：Сергій Олександрович Єкельчик；1966年11月13日—），烏克蘭裔加拿大历史学家，曾广泛出版有关现代烏克蘭和俄罗斯历史以及俄乌关系的著作。

## 教育及事業
叶克利奇克1996年生於基輔，長大後在基辅大学获得学士学位學位，在乌克兰国家科学院歷史研究所获得硕士学位。他于20世纪90年代初在澳洲进行研究，然后搬到加拿大埃德蒙顿，并于2000年在阿尔伯塔大学获得博士学位。次年，他成为美國密歇根大学的博士后研究员和客座助理教授。自2001年起，他在加拿大不列颠哥伦比亚省维多利亚大学任教。他目前担任加拿大乌克兰研究协会会长。

## 研究
叶克尔奇克最近的作品主要关注斯大林主义文化和政治生活，特别是其關於乌克兰苏维埃社会主义共和国的政策，包括烏克蘭大饑荒。他还撰写过有关蘇聯民族政策以及19世纪末至今烏克蘭民族認同的文章。 他的著作《乌克兰：一个现代国家的诞生》（Ukraine: Birth of a Modern Nation）是第一本涵盖烏克蘭2004年橙色革命的历史调查著作，现已被翻译成五种语言。 
叶克尔奇克为多家纸质和綫上報章撰写文章，包括：《华尔街日报》、《雅虎新闻》、《OUPblog》、《POLITICO》 、《泰晤士报文学增刊》、《RealClear World》、《RealClear History》和《ThePioneer Briefing》。

## 精选书目
- Ukrainians in Australia. Vol. 2: 1966-1995. Co-editor with Marko Pavlyshyn. (Melbourne: Australian Federation of Ukrainian Organizations, 1998)
- Stalin's Empire of Memory: Russian-Ukrainian Relations in the Soviet Historical Imagination (Toronto: University of Toronto Press, March 2004) ISBN 1-86064-504-6
- Ukraine: Birth of a Modern Nation (New York: Oxford University Press, 2007) ISBN 978-0-19-530546-3
- Europe’s Last Frontier? Belarus, Moldova, and Ukraine between Russia and the European Union. Co-editor with Oliver Schmidtke. (New York: Palgrave, 2008).
- Імперія пам'яті. Російсько-українські стосунки в радянській історичній уяві / Пер. з англійської Миколи Климчука і Христини Чушак. — К.: Критика, 2008. — 304 с. (ISBN 966-8978-08-0)
- The Conflict in Ukraine: What Everyone Needs to Know. Oxford: Oxford University Press, 2015 xix, 186 pp. Notes. Bibliography. Chronology. Index. Maps. (doi:10.1017/slr.2017.36)
  - Ukraine: What Everyone Needs to Know, 2nd ed. New York: Oxford University Press, 2020 xx, 209 pp. Notes. Bibliography. Chronology. Index. Maps. (ISBN 978-0-19-753210-2、978-0-19-753211-9)